# Crestview (Florida)
Crestview es una ciudad ubicada en el condado de Okaloosa en el estado estadounidense de Florida. En el Censo de 2010 tenía una población de 20.978 habitantes y una densidad poblacional de 501,19 personas por km².

## Geografía
Crestview se encuentra ubicada en las coordenadas 30°44′51″N 86°34′46″O / 30.74750, -86.57944, en la región conocida como mango de Florida, a poca distancia de Alabama y del golfo de México. Según la Oficina del Censo de los Estados Unidos, Crestview tiene una superficie total de 41.86 km², de la cual 41.5 km² corresponden a tierra firme y (0.85%) 0.35 km² es agua.

## Demografía
Según el censo de 2010, había 20.978 personas residiendo en Crestview. La densidad de población era de 501,19 hab./km². De los 20.978 habitantes, Crestview estaba compuesto por el 71.42% blancos, el 18.6% eran afroamericanos, el 0.53% eran amerindios, el 3.09% eran asiáticos, el 0.29% eran isleños del Pacífico, el 1.7% eran de otras razas y el 4.37% pertenecían a dos o más razas. Del total de la población el 6.63% eran hispanos o latinos de cualquier raza.